# Кухто, Николай Кузьмич

Н. К. Кухто

Николай Кузьмич Кухто (12 декабря 1919, Витебск — 23 марта 2006, Николаев) — советский конструктор газотурбинных двигателей, лауреат Государственной премии СССР.

## Учеба и работа до окончания ВОВ
Н. К. Кухто родился 12 декабря 1919 года в советском Витебске (ныне в составе Белоруссии) в белорусско-латышской семье. Его отец был рабочим-железнодорожником. После окончания школы Н. К. Кухто поступил в Витебский техно-энергетический техникум. В 1939 году был направлен на Витебский станкостроительный завод имени Кирова, где до 1940 года работал техником по литейному делу.
В 1940 году Н. К. Кухто поступил на учёбу на Моторный факультет Казанского авиационного института. После начала Великой Отечественной войны студентов института мобилизовали в армию или на оборонные предприятия. Поскольку Н. К. Кухто был негоден к строевой службе по зрению, он был направлен на Казанский авиационный завод имени Горбунова, где работал в кузнечном и литейном цехах. Во время войны Н. К. Кухто продолжал учиться на вечернем отделении КАИ.
Во время подготовки к защите дипломной работы разрешалась учёба с «отрывом от производства». Это позволило перейти Н. К. Кухто с должности начальника цехового техбюро на заводе в институт, где и был защищен диплом. После этого он назначается руководителем конструкторской группы по камерам сгорания в ОКБ-16. Это назначение и определило его будущую конструкторскую деятельность. Казанское ОКБ-16 под руководством С. Д. Колосова разрабатывало первый отечественный авиационный газотурбинный двигатель, прототипом которого послужил трофейный немецкий образец. Вскоре работы были переориентированы на другую отрасль машиностроения: газотурбинные двигатели предполагалось устанавливать на военные корабли.

## Работа над газотурбинными двигателями
7 мая 1954 года Совет Министров СССР принял постановление об организации на Южном турбинном заводе в Николаеве (Украина) Специального конструкторского бюро газотурбинных установок (ныне — Научно-производственное предприятие «Зоря-Машпроект»). Главным конструктором назначается С. Д. Колосов. Специалистов для нового конструкторского бюро собирали со всего СССР. Среди людей, переехавших из Казани в Николаев, была и семья Кухто. Николай Кузьмич возглавил в бюро отдел камер сгорания. Бюро занимается созданием газотурбинных силовых установок для военных и гражданских судов.
В 1959 году Н. К. Кухто был командирован в Китайскую Народную Республику в рамках программы научно-технической помощи СССР дружественному тогда маоистскому Китаю. В Харбине советские специалисты помогали создавать завод газотурбинных двигателей. В 1960 году из-за идеологических разногласий настал конец советско-китайской дружбе, и семья Кухто была вынуждена досрочно вернуться из Китая. За работу на харбинском заводе Н. К. Кухто награждён Медалью Китайско-Советской Дружбы (КНР).
В 1968 году Н. К. Кухто защищает диссертацию на соискание ученой степени кандидата технических наук (тема, имеющая отношение к оборонной промышленности, засекречена). В апреле того же года министерским приказом Н. К. Кухто назначен заместителем главного конструктора по эксплуатации и серийному производству НПП «Машпроект».
Газотурбинные двигатели, создававшиеся в НПП при участии Н. К. Кухто, предназначались, главным образом, для гражданского и военного судостроения. Но в это же время группа Н. К. Кухто разрабатывает новое применение газотурбинным установкам.

### Станция «Северное сияние» и Государственная премия
В 1969 году в Тюмени специалистами «Машпроекта» была собрана первая плавающая генераторная электростанция на основе газотурбинной силовой установки (два газотурбогенератора ГТГ-1 по 12000 кВт). Плавающая станция-баржа получила название «Северное сияние».
Эта мобильная электростанция предназначалась для энергоснабжения труднодоступных регионов СССР. Она могла перемещаться по водным артериям, что позволяло оперативно подключать к электросети районы, расположенные по берегам сибирских и дальневосточных рек. Станция работала на двух видах топлива: дизельном и газообразном.
В 1975 году Николаю Кузьмичу была присуждена Государственная премия СССР с формулировкой: «За комплекс работ по созданию, освоению и применению плавучих электростанций «Северное сияние» с целью решения проблемы энергоснабжения отдаленных районов Северо-Востока СССР». В 1976 году конструктор был отмечен орденом «Знак Почёта».

## Конструкторское наследие
Н. К. Кухто ушёл на заслуженный отдых в 1985 году, ему была назначена персональная премия. Но и после этого он участвовал в работе «Машпроекта», основал музей предприятия. Н. К. Кухто скончался в Николаеве 23 марта 2006 года.
Модификации газотурбинных двигателей, созданных при участии Н. К. Кухто, сегодня применяются в судостроении (силовые установки), в добывающей отрасли (двигатели для перекачки газа), в энергетике (газотурбинные генераторы).